# Sepulcre megalític del Bac d'Amunt
El Sepulcre megalític del Bac d'Amunt és un sepulcre megalítica del terme comunal de Font-romeu, Odelló i Vià, de l'Alta Cerdanya, a la Catalunya del Nord.
Està situat a la partida del Bac d'Amunt, a 1.491,7 m alt al sud-est del terme de Font-romeu, Odelló i Vià, al sud-est del poble de Vià, molt a prop del termenal amb Eina, per la qual cosa sovint és citada com a pertanyent al terme d'Eina. És a prop, a ponent, de la carretera N - 116, a prop al sud-oest de la Cista de Roca Flavià.